# 佐高陵平
佐高 陵平（さたか りょうへい）は、日本のDJ、ソングライター、編曲家。一二三所属。別名義にy0c1e（よしえ）がある。エレクトロニカや電波ソング、アニメソングなど幅広く手がける。

## 人物・来歴
かつてはボカロPとしても活動。
2013年にはアニメ『琴浦さん』第5話ED「ESP研のテーマ」の作詞・作曲・編曲、アニメ『恋愛ラボ』のOP「恋愛したいっ！」の作曲・編曲を担当。
2014年はアニメ『人生相談テレビアニメーション「人生」』のOP「凸凹（でこぼこ）解決せんせーしょん」の作詞・作曲・編曲、アニメ『白銀の意思 アルジェヴォルン』のED「フェイス」の作詞・作曲を担当。また永山ひろなおと共同でテレビアニメ『なりヒロwww』の劇伴も手がける。
2018年より佐高陵平名義での活動を開始。同年、アニメ『RELEASE THE SPYCE』の劇伴を担当。

## 主な作品
楽曲を提供した主な作品は一二三公式サイトを参照。
| 曲名                          | 歌手名                                                                                          | タイアップ                                                      | 担当             |
| ----------------------------- | ----------------------------------------------------------------------------------------------- | --------------------------------------------------------------- | ---------------- |
| キミの世界にまざりたい        | ナミ(CV：岩井映美里),レナ(CV：大西亜玖璃),ユア(CV：園山ひかり)                                  | 「シュプリーム・ファイブ」キャラクターソング                    | 作曲・編曲       |
| Brand new day! Brand new way! | 五十嵐一雪(CV: 榎木淳弥)、有墨昴(CV: 伊原辰)、浅田葉一(CV: 小野友樹)                            | アプリゲーム『スターリィパレット』挿入曲                        | 作曲・編曲       |
| Sugar & Spice                 | 石川五恵 (CV：のぐちゆり)                                                                       | アニメ『RELEASE THE SPYCE』キャラクターソング                   | 作曲・編曲       |
| 心はきっと                    | 半蔵門雪(CV：沼倉愛美)                                                                          | アニメ『RELEASE THE SPYCE』キャラクターソング                   | 作詞・作曲・編曲 |
| いつか世界が変わるまで        | 飯田里穂                                                                                        | アニメ『寄宿学校のジュリエット』EDテーマ                        | 作詞・作曲       |
| 可愛い♡らんでぶー             | サルガタナス(CV:加隈亜衣)                                                                       | アニメ『ベルゼブブ嬢のお気に召すまま。』キャラクターソング      | 作曲・編曲       |
| Symphony                      | Luce Twinkle Wink☆                                                                              | 『ネコぱら』OVA「仔ネコの日の約束」主題歌                       | 作詞・作曲・編曲 |
| Happy Holiday                 | シャロ(CV.内田真礼)                                                                             | アニメ『ご注文はうさぎですか??』キャラクターソング              | 作曲・編曲       |
| パッと!花咲くティーポット     | シャロ(CV.内田真礼)                                                                             | アニメ『ご注文はうさぎですか??』キャラクターソング              | 作曲・編曲       |
| Resonant Heart                | 内田真礼                                                                                        | アニメ『聖戦ケルベロス 竜刻のファタリテ』OPテーマ               | 作曲             |
| 5:00AM                        | 内田真礼                                                                                        |                                                                 | 編曲             |
| Distorted World               | 内田真礼                                                                                        |                                                                 | 作詞・作曲・編曲 |
| アイマイ☆シェイキーハート     | 内田真礼                                                                                        |                                                                 | 作詞・作曲       |
| 高鳴りのソルフェージュ        | 内田真礼                                                                                        |                                                                 | 作曲             |
| Red Alert Carpet              | 黒崎真音                                                                                        |                                                                 | 作詞・作曲・編曲 |
| Bloom                         | ガーリッシュナンバー                                                                            | アニメ『ガーリッシュナンバー』OPテーマ                          | 作詞・作曲・編曲 |
| いただき☆ハイテンション       | ガーリッシュナンバー                                                                            | アニメ『ガーリッシュナンバー』挿入歌                            | 作詞・作曲・編曲 |
| 決意のダイヤ                  | kohaluna(苑生百花・柴崎万葉)                                                                    | アニメ『ガーリッシュナンバー』1話OPテーマ                       | 作詞・作曲・編曲 |
| ♡km/h                         | Ray                                                                                             | アニメ『ろんぐらいだぁす!』OPテーマ                             | 作曲・編曲       |
| secret arms                   | Ray                                                                                             | アニメ『To LOVEる -とらぶる- ダークネス 2nd』OPテーマ           | 編曲             |
| everday shine3                | petit milady                                                                                    |                                                                 | 作曲・編曲       |
| THE SONG IS…                  | petit milady                                                                                    |                                                                 | 作曲・編曲       |
| フェイス                      | 三澤紗千香                                                                                      | アニメ『白銀の意思 アルジェヴォルン』EDテーマ                   | 作詞・作曲       |
| 無敵We are one!!              | イロドリミドリ                                                                                  | 音楽ゲーム『チュウニズム』挿入曲                                | 作詞・作曲・編曲 |
| Cocoro Magical                | 777☆SISTERS                                                                                     | アプリゲーム『Tokyo 7th シスターズ』挿入曲                      | 作曲             |
| 恋愛したいっ!                 | 藤女生徒会執行部                                                                                | アニメ『恋愛ラボ』OPテーマ                                      | 作曲・編曲       |
| 凸凹解決せんせーしょん        | あやめと優里花 from 乙女新党                                                                    | アニメ『人生』OPテーマ                                          | 作詞・作曲・編曲 |
| おねがい☆すにゃいぱー         | 初瀬いづな                                                                                      | アニメ『ノーゲーム・ノーライフ』11話OPテーマ                    | 編曲             |
| ログアウトしないで!           | Fuki                                                                                            | ゲーム『四女神オンライン CYBER DIMENSION NEPTUNE』EDテーマ      | 作曲・編曲       |
| LOVE & PEACH（y0c1e Remix）   | ゆず                                                                                            |                                                                 | 編曲             |
| いちご（y0c1e Remix）         | ゆず                                                                                            |                                                                 | 編曲             |
| Flicker（BUGLOUD Remix）      | ポーター・ロビンソン                                                                            |                                                                 | 編曲             |
| GAMER                         | BUGLOUD                                                                                         |                                                                 |                  |
| trip trick trap               | petit milady                                                                                    | ゲーム『ゴールドリベリオン』メインテーマ                        | 作曲             |
| ぼなぺてぃーと♡S              | Blend A                                                                                         | アニメ『ブレンド・S』OPテーマ                                   | 作曲・編曲       |
| SPICY THE LIFE                | ピリペッパーズ                                                                                  | アニメ『RELEASE THE SPYCE』キャラクターソング                   | 作曲・編曲       |
| ハートシグナル                | 大柴康介,勢多川正広                                                                             | アニメ『ひとりじめマイヒーロー』キャラクターソング              | 編曲             |
| Applause                      | 内田真礼                                                                                        |                                                                 | 編曲             |
| Life is like a sunny day      | 内田真礼                                                                                        |                                                                 | 作曲             |
| ぽんとPUSH! もっとSMILE!      | 片山実波(CV.田中美海)                                                                           | アニメ『Wake Up, Girls!』キャラクターソング                     | 作詞             |
| 雪と足跡                      | エスカクロン(安野希世乃,安済知佳)                                                               | アニメ『エスカクロン』EDテーマ曲                                | 作曲・編曲       |
| Photon Melodies               | Photon Maiden                                                                                   | 『D4DJ』キャラクターソング                                      | 作詞・作曲・編曲 |
| Here’s the light              | Photon Maiden                                                                                   | 『D4DJ』キャラクターソング                                      | 作詞・編曲       |
| “What” are you?               | Photon Maiden                                                                                   | 『D4DJ』キャラクターソング                                      | 作詞             |
| Discover Universe             | Photon Maiden                                                                                   | 『D4DJ』キャラクターソング                                      | 作詞             |
| A lot of life                 | Photon Maiden                                                                                   | 『D4DJ』キャラクターソング                                      | 作詞             |
| シドニア                      | Photon Maiden                                                                                   | ゲーム『D4DJ Groovy Mix』関連曲                                 | 編曲             |
| Be with the world             | Photon Maiden                                                                                   | 『D4DJ』キャラクターソング                                      | 作詞・作曲・編曲 |
| キセキ的☆スマイリュージョン   | 山崎はるか                                                                                      |                                                                 | 作曲・編曲       |
| おいで Brand-new World!       | 山崎はるか                                                                                      |                                                                 | 作詞・作曲・編曲 |
| Doux poison -セシボンキブン-  | 山崎はるか                                                                                      |                                                                 | 作曲・編曲       |
| ReTale                        | ≡君彩≡                                                                                          | ゲーム『アイドルマスター ミリオンライブ! シアターデイズ』関連曲 | 作詞・作曲・編曲 |
| パンとフィルム                | ≡君彩≡                                                                                          | ゲーム『アイドルマスター ミリオンライブ! シアターデイズ』関連曲 | 作詞・編曲       |
| 産声とクラブ                  | 箱崎星梨花(CV：麻倉もも),三浦あずさ(CV：たかはし智秋),ロコ(CV：中村温姫),高坂海美(CV：上田麗奈) | ゲーム『アイドルマスター ミリオンライブ! シアターデイズ』関連曲 | 作詞・作曲・編曲 |
| ゆえに…なんです               | 真壁瑞希(CV：阿部里果)                                                                          | ゲーム『アイドルマスター ミリオンライブ! シアターデイズ』関連曲 | 作詞・作曲・編曲 |
| 暁                            | Photon Maiden                                                                                   | 『D4DJ』キャラクターソング                                      | 作詞             |
| 4 Challenges                  | Photon Maiden                                                                                   | 『D4DJ』キャラクターソング                                      | 作詞・作曲・編曲 |
| A stain                       | 環みちる                                                                                        | ゲーム『Fate/Grand Order』関連曲                                | 作曲・編曲       |

### その他作品
- RELEASE THE SPYCE（劇伴）
- 飯田里穂 ミニアルバム『Special Days』（サウンドディレクター）
- なりヒロwww（劇伴）
- Yahoo!ニュースアプリCM「地元を忘れた僕」篇
- FUJI XEROX CM「ドキュメントコミュニケーションサービス　金融篇『ぼくは、融資書類。』」
- 凸版印刷企業CM「IMAGINE2020 Printed By TOPPAN 新国立競技場篇」
- 日清食品「カップヌードルCM（錦織VSドローンインベーダー篇）」（BUGLOUD名義）
- 大塚製薬 ポカリスエットCM「キミの夢とボクの夢（2017夏version）」
- グリコ カプリコCM「福がきた」篇
- ロッテ キシリトールCM『みらい舞踏 竹取物語2017」
- トヨタ カムリCM「BEAUTIFUL MONSTER 登場篇」
- 映画『来る』（劇伴）
- D4DJ First Mix（劇伴[6]）
- ぷっちみく♪ D4DJ Petit Mix（劇伴[7]）
- Do It Yourself!! -どぅー・いっと・ゆあせるふ-（劇伴[8]）
- D4DJ All Mix（劇伴[9]）
- 夢見る男子は現実主義者（劇伴[10]）
- 嘆きの亡霊は引退したい（劇伴[11]）
- 九龍ジェネリックロマンス（劇伴[12]）